# Operation Rheinübung

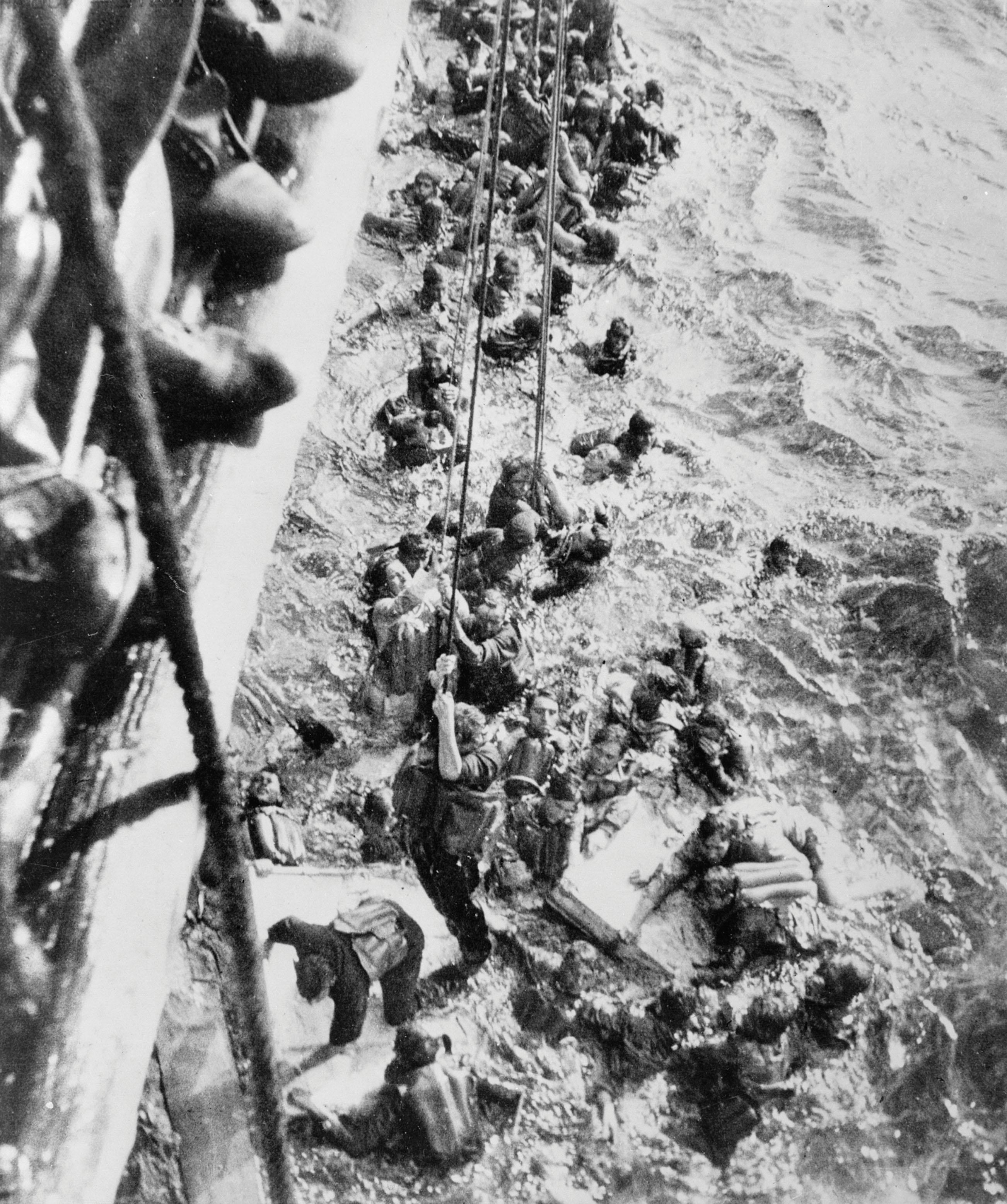
Tyska soldater räddas av det brittiska fartyget HMS Dorsetshire efter sänkningen av Bismarck den 27 maj 1941.

Operation Rheinübung ("Rhenövning") var det tyska kodnamnet för slagskeppet Bismarcks och kryssaren Prinz Eugens utfall i Atlanten i maj 1941. Målet med operationen var att hindra fartygstrafik till och från Storbritannien men resulterade i Bismarcks sänkning.

## Bakgrund
Efter första världskriget stod det klart att Storbritannien var extremt beroende av handelsfartyg som försåg dem med mat och andra förnödenheter från Amerika och kolonierna. Att kunna skära av denna livlina skulle sätta stopp för Storbritanniens möjlighet att bedriva ett längre krig mot Nazityskland och dess allierade. De skulle behöva skriva under ett fredsavtal med Nazityskland eller tvingas överge de brittiska öarna vilket skulle ge Hitler komplett kontroll över västra Europa. Överamiral Erich Raeder var säker på att detta kunde uppnås med traditionella räder med snabba slagskepp stödda av ubåtar. 
Amiral Günther Lütjens bad Raeder att vänta med operationen tills något av systerskeppen Scharnhorst eller Tirpitz fick följa med i anfallet. Raeder nekade eftersom han visste att det skulle dröja två månader tills Scharnhorst skulle vara reparerad och Tirpitz besättning var inte färdigtränad än. Han behövde få en seger i Atlanten innan operation Barbarossa inleddes så att Hitler inte skulle dra in på finansieringen av nya slagskepp.